# Rostec
Rostec (em russo: Ростех, Rostekh), antigamente Rostekhnologii (em russo: Ростехнологии, Rostekhnologii) é uma corporação estatal russa fundada no final de 2007 com o objetivo de promover o desenvolvimento, a fabricação e a exportação de bens manufaturados de alta tecnologia para os setores civil e de defesa. Ela é composta por aproximadamente 700 subsidiárias que formam 14 holdings, dos quais onze atuam na área de indústria de defesa e três estão envolvidos no setor civil. As organizações integrantes da Rostec estão sediadas em 60 subdivisões federais da Rússia e fornecem seus produtos para mais de 70 países. Em 2016, a receita da empresa na Rússia foi de 705 milhões de euros.
A Rostec foi fundada em 2007 na qualidade de “corporação estatal”, um tipo muito específico de entidade jurídica previsto pela legislação russa. A corporação foi criada com a fundamental contribuição de capital concedida pela Federação Russa. A organização é liderada por Serguei Tchemezov. A sede da Rostec está localizada em Moscou.
O nome completo da estatal na língua russa é “Государственная корпорация по содействию разработке, производству и экспорту высокотехнологичной промышленной продукции «Ростех»” (State Corporation for Assistance to Development, Production and Export of Advanced Technology Industrial Product «Rostec», Corporação Estatal de Assistência ao Desenvolvimento, Fabricação e Exportação de Bens Manufaturados de Alta Tecnologia «Rostec»); a corporação é também conhecida como “Госкорпорация Ростех” (Rostec Corporation, Corporação Rostec). Até dezembro de 2012, a empresa era conhecida como “Rostekhnologii”.

## História
No dia 23 de novembro de 2007, o presidente da Rússia Vladimir Putin promulgou a lei federal instituindo a corporação estatal Rostekhnologii. A lei tinha sido aprovada pela Duma Federal no dia 9 de novembro. O estado entregou 443 subsidiárias para o capital da corporação com uma perda total de 630 bilhões de rublos; mais de 30% dessas organizações encontravam-se em situação de pré-crise ou de crise, 28% em vias de falência, 17% não efetuavam operações comerciais e 27% haviam perdido ou tinham chances consideráveis de perder parte de seus ativos. Os executivos de algumas empresas incorporadas pela Rostec tinham interesses conflitantes. Quando a Rosoboronprom (eventualmente incorporada pela Rostekhnologii) adquiriu uma participação controladora na VSMPO-AVISMA em 2006, a empresa estava no auge de uma crise causada pelo conflito entre os acionistas. Em outubro de 2005, o Serviço Federal do Mercado Financeiro (FFMS) suspendeu as negociações com as ações ordinárias da empresa na bolsas RTS e MICEX.

## Clusters
As holdings da Rostec estão organizadas em três clusters: Aeronaves, Eletrônicos, Armamento.
Aeronaves:
- Russian Helicopters (Helicópteros da Rússia)
- United Engine Corporation (Corporação de Motores Unida)
- KRET (Consórcio Tecnologias Radio-eletrônicas, S.A.)
- Technodinamica (Aviation Equipment Holding, Holding de Equipamentos de Aviação até 2015)

Eletrônica:
- Ruselectronics
- Shvabe (Optical Systems and Technologies, Sistemas e Tecnologías Óticas até 26 de outubro de 2012[12])
- United Instrument Manufacturing Corporation (Corporação Manufaturadora de Instrumentos Unida)
- Consórcio Avtomatika

Armamento:
- Consórcio Tecmash
- Vysokotochnye Kompleksy (Sistemas de Alta Precisão)
- RT-Chemcomposite
- Consórcio “Kalashnikov”
- NPO SPLAV
- TSNIITOCHMASH

Outras empresas subsidiárias:
- Rosoboronexport
- VSMPO-AVISMA
- RT-Business Development
- National Immunobiological Company (Empresa Imunobiológica Nacional)
- KAMAZ
- AVTOVAZ

### Aeronaves

#### Russian Helicopters (Helicópteros da Rússia)
A Rostec criou a Russian Helicopters, que ocupa o primeiro lugar do mundo quanto ao volume de vendas de helicópteros de choque de combate, deixando para trás os produtores como Sikorsky, Bell e Eurocopter.
- Mais de 8,500 helicópteros russos são utilizados em mais de 100 países do mundo
- A Russian Helicopters representa 85% do mercado nacional e 14% do mercado internacional
- A carteira de pedidos firmes soma 396,1 bilhões de rublos (808 helicópteros)

Em 2011 a Russian Helicopters e a empresa italiana Agustawestland concordaram em estabelecer a joint venture HeliVert a fim de iniciar a produção do helicóptero multipropósito AW139 na Rússia. A fábrica de produção está localizada em Tomílino (região de Moscou).
Em 2017 o Fundo de Investimento Direto Russo (FRID) formou um consórcio composto por fundos líderes do Médio Oriente e finalizou acordo para adquirir uma participação minoritária na Russian Helicopters (parte da Rostec). A Russian Helicopters foi avaliada em 2,35 bilhões de dólares.
A transação compreende duas etapas. A primeira fase envolve a venda de uma participação de 12% e um investimento de 300 milhões de dólares; o cenário ainda prevê a possibilidade de aumento de investimento para 600 milhões de dólares. Isso aumentará o capital autorizado da holding, o que irá acumular uma quantidade significativa de recursos financeiros dentro da Companhia. Esses recursos são necessários para a implementação da estratégia e do plano de negócios da Companhia, incluindo o desenvolvimento de novos tipos de helicópteros. Além disso, esses recursos financeiros ajudarão a implementar o programa de investimentos da holding e a financiar as possíveis atividades de fusões e aquisições com o objetivo de aumentar o valor da holding, bem como os programas de capital.

#### United Engine Corporation (Corporação de Motores Unida)
O Grupo Corporativo é responsável pela produção de motores para a aviação militar e civil e os programas de exploração espacial. Ele fabrica turbinas de energia para a geração de eletricidade e calor, compressores de gás e turbinas a gás marítimas.
A UEC criou uma nova versão do motor de aviação PD-14 para a próxima geração de aeronaves MS-21, bem como um motor militar de próxima geração para a quinta geração de caças, motores de helicópteros, etc. A empresa também desenvolveu e introduziu no mercado novas turbinas a gás com uma capacidade de 60-110 mW.

#### KRET (Consórcio Tecnologias Radio-eletrônicas, S.A.)
A KRET desenvolve e fabrica equipamento rádio-electrônico, incluindo os sistemas estatais de identificação, equipamento de aviação e de uso especial (militar), dispositivos de medição multiuso, conectores destacáveis, assim como um espectro de produtos civis. O grupo empresarial desenvolveu um dos dois sistemas estatais de identificação baseados em radiolocalização existentes. A intenção da empresa é entrar no mercado global de conectores destacáveis para as maiores empresas do mundo.

#### Technodinamica (Aviation Equipment Holding, Holding de Equipamentos de Aviação até 2015)
É uma fabricante russa especializada em equipamentos de aviação, incluindo trens de pouso, sistemas de combustível, sistemas de controle de voo e unidades auxiliares de energia.
É especializada no desenvolvimento e fabricação de:
- sistemas e unidades de controle do motor
- sistemas de suporte à vida, de resgate e de emergência
- sistemas de controle e unidades de execução
- sistemas hidráulicos e sistemas de combustível
- sistemas de energia e comutadores
- unidades auxiliares de energia
- equipamento para pistas

### Eletrônica

#### Ruselectronics
A Ruselectronics incorporou empresas da indústria eletrônica especializadas no desenvolvimento e na fabricação de componentes, dispositivos e equipamentos eletro-eletrônicos, equipamento micro-ondas e dispositivos semicondutores.

#### Shvabe
A Shvabe desenvolve e fabrica sistemas óptico-eletrônicos de alta tecnologia, tanto para fins militares como civis. A empresa ainda produz equipamentos ópticos, médicos e de poupança de energia.

#### United Instrument Manufacturing Corporation (Corporação Manufaturadora de Instrumentos Unida)
A empresa se dedica à fabricação de produtos competitivos de alta tecnologia no setor de ferramentas e sistemas de comunicação, sistemas de controle automatizados, segurança eletrônica e sistemas robóticos que atendem às exigências modernas, bem como de produtos competitivos civis e de dupla utilização com alto potencial de exportação.

#### Consórcio Avtomatika
O consórcio Avtomatika é a maior empresa da Federação Russa que se especializa nos problemas de segurança da informação, desenvolvimento e fabricação de equipamentos e sistemas de comunicação secretos, sistemas de informação e telecomunicação protegidos e também sistemas de controle especiais automatizados.

### Armament

#### Consórcio Tecmash
O consórcio Tecmash especializa-se no desenvolvimento e na fabricação de suprimentos de munição para as capacidades de combate das principais forças de ataque das Forças Armadas.
A estrutura da holding JSC “SPC” Tecmash “atualmente integra 48 organizações de indústria de munição e produtos químicos especiais, 47 empresas pertencem ao setor da indústria militar e estão incluídos no registro consolidado de organizações do complexo militar-industrial da Federação Russa”. Muitas das empresas e instituições de pesquisa incluídas na holding atuam na área há algumas décadas. A organizações integrantes da holding estão localizadas em 15 subdivisões federais da Rússia.

#### Vysokotochnye Kompleksy (Sistemas de Alta Precisão)
A Vysokotochnye Kompleksy faz parte do complexo industrial de defesa. A empresa se dedica aos sistemas de alta precisão e às armas para a zona táctica de combate. Ele implementa todo o ciclo de produção de armas e equipamentos de defesa, desde a geração de ideias até a distribuição de produtos.

#### RT-Chemcomposite
O Grupo Corporativo é especializado em pesquisa inovadora e desenvolvimento na área de materiais compósitos poliméricos e produtos integrados para a exploração espacial, aviação, armamento e equipamentos militares, transportes terrestres e aquáticos, serviços de energia e outras indústrias.

#### Kalashnikov Concern
No dia 13 de agosto de 2013, as fábricas Izhmash e Izhevsk Mechanical foram fundidas; o consórcio que resultou da fusão foi batizado de Kalashnikov. 51% das ações detidas pelo consórcio são da Rostec e 49% de investidores privados. Atualmente o consórcio Kalashnikov é a maior e a mais importante fabricante russa de armas de combate, de armas de sniper, de projéteis guiados e de um espectro de produtos civis, incluindo espingardas, espingardas esportivas, máquinas e ferramentas.
Em 2017 a venda das ações do consórcio Kalashnikov para Andrey Bokarev e Alexey Krivoruchko foi solicitada junto ao Conselho Fiscal com a aprovação do Conselho de Administração da Corporação Estatal Rostec. Trata-se de 26% das ações menos uma ação.
“Se a aprovação for obtida, a participação dos investidores privados no capital do consórcio Kalashnikov atingirá 75% menos uma ação. Desta maneira, a corporação estatal terá uma participação de bloqueio de 25% mais uma ação”, disse o CEO da corporação estatal Rostec Serguei Tchemezov.
De acordo com os representantes da corporação estatal, a estratégia de desenvolvimento Rostec 2025 prevê a participação de investidores privados em vários ativos. Atualmente a corporação estatal detém 51% das ações da Kalashnikov. Bokarev e o CEO do consórcio Kalashnikov Krivoruchko detêm 49% das ações adquiridas em 2014 por 1,3 bilhão de rublos.
A Kalashnikov é ao maior fabricante russa de armas de combate, foguetes guiados e um espectro produtos destinados ao uso civil: espingardas, espingardas esportivas, máquinas-ferramentas e ferramentas.
É responsável por 90% da produção de armas automáticas na Rússia e 95% das armas de atirador.

#### SPLAV
A Holding SPLAV é uma das maiores produtoras de sistemas de lançamento de foguetes (MLRS) mundo. É ainda uma das principais empresas que fornecem armas russas para o mercado global no setor. Esta é a única holding na Rússia que desenvolve lançadores múltiplos de foguetes (LMF) e cartuchos. 

#### TSNIITOCHMASH
A TSNIITOCHMASH desenvolve e fabrica armas para os órgãos militares russos e para as tropas internas do Ministério do Interior (MVD).
A TSNIITOCHMASH controla o desenvolvimento e desenvolve armas pequenas, simuladores das mesmas e equipamentos de campo individuais, realiza R&D em sistemas de controle para munições guiadas de precisão (assim como a proteção contra os mesmos), sistemas de artilharia de campo e novos materiais.

### Outras empresas

#### Rosoboronexport
A Rosoboronexport é a única agência estatal intermediária para a exportação e importação de um espectro de produtos, tecnologias e serviços militares e de dupla utilização.
A Rosoboronexport representa 85% da exportação de produtos militares fabricados na Rússia.
- A carteira de pedidos da empresa soma 45 bilhões de dólares.
- A empresa exporta bens e tecnologias militares para mais de 70 países.

A exportação de armas pela Rosoboronexport soma 13,8 bilhões de dólares (2015).

#### VSMPO-AVISMA
A empresa é responsável por 30% da produção mundial de titânio. Em cooperação com a Boeing, a empresa desenvolveu novas tecnologias de titânio que permitiram reduzir o peso da aeronave e reduzir o consumo de combustível. Atualmente a VSMPO-AVISMA exporta 70% de sua produção.
A Corporação fornece 40% do titânio utilizado pela Boeing, 60% da titânio utilizado pela Airbus e 100% do titânio utilizado pela Embraer. O lucro líquido da VSMPO-AVISMA aumentou mais de 80 vezes, subindo de 173 milhões de rublos em 2009 para 14 bilhões de rublos (350 milhões de dólares) em 2015.

#### RT-Business Development
A RT-Business Development LLC é responsável pela implementação da estratégia da Rostec visando aumentar a capitalização de projetos nos setores de tecnologias avançadas comerciais, matérias-primas e infraestrutura associada.

#### National Immunobiological company
A holding atua na área de farmacêutica e realiza pesquisas com o objetivo de desenvolver medicamentos imunobiológicos.

#### KAMAZ
A KAMAZ é a maior fabricante russa de caminhões e motores a diesel.
- 52% da quota de mercado de caminhões russos
- 14º posição entre os produtores internacionais de caminhões
- 8º posição entre os produtores internacionais de motores a diesel
- parceria estratégica estabelecida com o Grupo Daimler

O time da KAMAZ MASTER é multicampeão do Rali Dakar, contando com 13 vitórias.

#### AVTOVAZ
A Aliança Renault-Nissan-AVTOVAZ é a 4ª maior fabricante de automóveis do mundo.
As marcas da Aliança detêm uma participação de 30% no mercado de automóveis da Rússia.
Estima-se que em 2020 a fábrica de Togliatti produzirá mais de 1 milhão de carros por ano, tornando-se a maior fábrica de automóveis na Europa. A Aliança investirá mais de 742 milhões de dólares na modernização da produção e já está desenvolvendo tecnologias inovadoras. Uma nova linha de montagem com capacidade de até 350 mil carros por ano foi inaugurada em 2012. As novas linhas de montagem são utilizadas na produção de 5 modelos de 3 marcas diferentes: Lada, Renault e Nissan. Em 2015 a empresa lançou dois novos modelos: Lada XRay e Lada Vesta.

## Negocios
Atualmente a Rostec integra cerca de 700 organizações subsidiárias. As principais áreas de negócio da empresa incluem os seguintes setores:
- fabricação de helicópteros
- equipamento de aviação, aviônica e motores de aviação
- armas, equipamento militar e especial (munições, armas de alta precisão, campos de batalha e complexos de mísseis táticos, complexos de armas especiais, equipamento de combate rádio-eletrônico, sistemas estatais de identificação)
- equipamentos rádio-eletrônicos e componentes eletrônicos
- dispositivos ópticos e óptico-eletrônicos
- TI e telecomunicações
- equipamento médico
- materiais compósitos
- biotecnologias
- produtos de engenharia automotiva e mecânica[9]

De acordo com a lei federal que instituiu a corporação estatal Rostekhnologii, o principal objetivo da estatal é “promover o desenvolvimento, a fabricação e a exportação de produtos industriais de alta tecnologia, fornecendo apoio às organizações sediadas na Rússia que atuam nos mercados interno e externo, particularmente para os desenvolvedores e fabricantes de produtos de alta tecnologia e para quaisquer organizações nas quais a Rostekhnologii possa influenciar o processo de tomada de decisão em função da sua participação majoritária em seu capital social ou através dos acordos assinados pela Rostekhnologii, bem como aumentar o investimento nas organizações que atuam em diferentes setores industriais, incluindo a indústria de defesa”.

### Objetivos estratégicos
Os objetivos principais da Rostec são estes:
- facilitar o desenvolvimento, a fabricação e a exportação de produtos industriais de alta tecnologia, apoiando empresas russas nos mercados nacional e internacional e atraindo investimentos em vários setores da indústria, incluindo a indústria militar.
- liderar os mercados de produtos de alta tecnologia;
- aumentar o valor comercial e a capitalização da organização;
- fabricar equipamentos militares de alta qualidade superiores aos seus análogos estrangeiros;
- manter e fazer avançar as posições da Rússia no mercado internacional de equipamento militar.

### Missão
- facilitar o cumprimento da política estatal de desenvolvimento inovador da economia russa;
- desenvolver tecnologias industriais de qualidade e criar produtos de alta tecnologia.

### Conselho Fiscal
- Denis Manturov, ministro do Comércio e Indústria da Federação Russa, presidente do conselho fiscal;
- Serguei Tchemezov, CEO da Rostec;
- Yuri Borisov, vice-secretário de Defesa da Federação Russa;
- Larisa Brytcheva, assistente do presidente da Rússia; Diretor Jurídico do Chefe do Estado no Gabinete Executivo Presidencial;
- Igor Levitin, assistente do presidente da Federação Russa;
- Anton Siluanov, ministro das Finanças da Federação Russa;
- Vladimir Ostrovenko, vice-chefe da administração presidencial;
- Yuri Uchakov, assistente do presidente da Federação Russa;
- Alexander Fomin, vice-secretário de Defesa da Federação Russa.

### Estratégia de desenvolvimento 2025
Em dezembro de 2015, o conselho de supervisão da corporação Rostec aprovou sua estratégia de desenvolvimento até 2025. O principal objetivo da estratégia é mudar o modelo econômico russo diversificando a economia e aumentando a participação de produtos civis de alta tecnologia e exportações não-petrolíferas.
Até 2025, os fluxos de receita da Rostec vão mudar significativamente. A participação das vendas de armas diminuirá de 20% em 2014 para 13% até 2025. A proporção de componentes de aeronaves e software também diminuirá de 19% para 12%. A Rostec, no entanto, não irá reduzir a sua capacidade de produção de armas, componentes de aeronaves e software. Em vez disso, as reduções devem ocorrer devido ao crescimento proporcional de outros setores, principalmente do setor eletro-eletrônicos. A participação dos equipamentos de telecomunicações na receita da Rostec deve aumentar de 4% para 12% até 2025.
“A implementação da estratégia de desenvolvimento da Rostec mudará a estrutura da economia russa”, disse o CEO da Rostec, Serguei Tchemezov. ‘De acordo com nossos planos, em 2035 nós deveríamos atingir o nível dos concorrentes globais, como a GE e a Samsung. A transformação da Rússia em uma potência industrial desenvolvida e líder da indústria permitirá que a Rússia se afaste de um modelo econômico baseado na exportação de matérias-primas”.
A Rostec reúne algumas das empresas mais importantes da indústria russa. Para criar um modelo efetivo de gestão desses ativos, foi tomada a decisão de reestruturar completamente a corporação Rostec e todas as suas holdings. O imperativo da estratégia central é o crescimento da receita em rublos, inclusive através da introdução de produtos civis “inteligentes” para os mercados internacionais. Tais mercados estão se desenvolvendo mais de duas vezes mais rapidamente do que os mercados em que a Rostec tem operado tradicionalmente.
“A nova estratégia da Rostec, que prevê um crescimento anual de 17%, constitui uma tarefa muito ambiciosa, que exige esforços enormes por parte da liderança corporativa. No entanto, creio que os nossos projetos são viáveis, visto que a Rostec é o principal ator na indústria russa e tem a capacidade de atingir esses objetivos. Uma das principais áreas para a nova estratégia da Rostec será o desenvolvimento de tecnologias de ponta”, afirmou Denis Manturov, ministro de Indústria e Comércio da Rússia.
A Rostec é uma das dez maiores corporações industriais do mundo. A estatal determinou as áreas-chave para o desenvolvimento: o aumento anual de 17% na receita e um crescimento dramático da parcela dos produtos civis (a previsão é que a parcela atinja 50% até 2025).
A nova estratégia inclui cinco elementos-chave:
- crescimento agressivo,
- inserção em novos mercados,
- eficiência operacional,
- parceria com os principais intervenientes no mercado,
- canal de distribuição.

A entrada em mercados de alta tecnologia crescentes, como os setores de eletrônicos, TI, sistemas de automação, sistemas de gerenciamento, robótica, materiais inovadores, etc., é prioritária.

### Rebranding
O rebranding corporativo foi anunciado no dia 21 de dezembro de 2012. O nome, o logo e o slogan da estatal foram atualizados. A antiga Rostekhnologii passou a ser conhecida como Rostec. Um novo logotipo inclui um quadrado aberto simbolizando uma janela para o mundo e uma cercadura. Reflete a filosofia do slogan corporativo “Parceiro no desenvolvimento”. A corporação ainda lançou um novo website em seis idiomas (russo, inglês, alemão, francês, espanhol, árabe e chinês). As línguas foram selecionadas tomando em consideração os países e regiões que emergem como os maiores clientes da corporação. Rostec administra um canal oficial no YouTube e possui contas em diversas redes sociais, tais como Facebook, Twitter, Instagram, e VKontakte. “As comunicações e o gerenciamento de marca afetam cada vez mais o valor agregado dos produtos”, afirmou Serguei Tchemezov, o diretor executivo da Rostec. “Precisamos de uma marca internacional respeitando as tendências da tecnologia global e dos líderes do mercado, implementar a estratégia corporativa e aumentar a capitalização das empresas”. De acordo com Wall Street Journal, o rebranding[27][27] serve para tornar a empresa mais aberta. O projeto de rebranding corporativo foi implementado pela Apostle, um centro de comunicações estratégicas, e por Ilya Oskolkov-Tsentsiper, fundador e co-proprietário da Winter, uma agência sediada no Reino Unido. O design gráfico foi desenvolvido sob a supervisão de Hazel Macmillan[29][29] (a British Airways está na lista dos seus projetos mais recentes). O site foi desenvolvido pela SomeOneElse, uma agência britânica, cujos clientes incluem a HSBC, a Land Rover e a BBC. A corporação gastou 1,5 milhão de dólares com o rebranding.
De acordo com uma avaliação realizada pela consultoria suíça Assessa, a marca corporativa da Rostec possui o valor de 31,2 bilhões de rublos.
A marca corporativa, que foi lançada no final de 2012, é atualmente uma das 15 marcas mais valiosas da Rússia e tem um valor semelhante ao de outras grandes empresas como a Rosneft e a Rostelecom.
A Rostec foi a primeira das corporações estatais russas a usar todo o potencial das modernas tecnologias de comunicação. A política de abertura da informação viabilizou a criação de uma nova imagem para a empresa estatal.

### Desempenho financeiro
Principais indicadores financeiros, 2015 (1 dólar = 60,96 rublos):
- Receita consolidada: 18,7 bilhões de dólares
- Lucro líquido consolidado: 1,62 bilhão de dólares
- Receitas de exportação: 5,0 bilhões de dólares
- Total de investimentos: 2,1 bilhões de dólares
- Exportações de produtos inovadores: 1,81 bilhões de dólares

## Politica social

### Programa de desenvolvimento de centro perinatal
A Rostec é participante do programa de desenvolvimento de centros perinatais, juntamente com o Ministério da Saúde da Federação Russa, o Fundo Federal de Seguro Médico Obrigatório e as autoridades federais das subdivisões da Federação.
O programa prevê a criação de instituições de saúde de alta tecnologia nas regiões russas a fim de prestar assistência médica acessível e de qualidade a mães e crianças. O programa ajudará a alcançar uma diminuição considerável das taxas de mortalidade infantil e materna e aumentará a taxa de sobrevivência das crianças com peso extremamente baixo durante os estágios iniciais da gravidez.
A Rostec constroi e equipa centros perinatais em 15 subdivisões federais da Federação Russa
- 6 repúblicas: Bashkortostan, Buryatia, Daguestão, Ingushetia, Carélia e Sakha (Yakutia).
- 9 regiões: Archangelsk, Briansk, Leningrado, Orenburg, Penza,[27] Pskov, Smolensk, Tambov e Ulianovsk.

### Programa de moradia para os funcionários da corporação
Em 2015 foi aprovado o Programa de Moradia da Corporação Estatal Rostec, que visava atrair e reter especialistas qualificados, funcionários de alta demanda, bem como jovens especialistas recém-graduados que são indispensáveis para a corporação.
De acordo com o Programa, o apoio corporativo da corporação e seus colaboradores será prestado em três modalidades:
- compensação ou subsídio dos juros ou pagamento da entrada do empréstimo imobiliário;
- compensação ou subsídio de aluguel e contas;
- apoio administrativo, metodológico e financeiro de associações de moradias entre os empregados das empresas da Corporação no complexo da indústria de defesa.

### Education
Graças ao programa educacional da estatal Rostec, foram criadas as condições para o desenvolvimento sustentável dos recursos humanos da empresa. Isso permitirá que a qualidade de gerência dentro da empresa passe a atender as exigências vigentes e os padrões internacionais.
A Rostec colabora com 312 universidades que firmaram acordos com as subsidiárias da corporação. Os acordos preveem o treinamento dos especialistas, o desenvolvimento da cooperação nas áreas de ciência e tecnologia, assim como a realização de trabalhos conjuntos nas áreas de pesquisa, design e tecnologia.
Os departamentos das holdings e das subsidiárias da Rostec vinculados com as universidades somam 294. No ano de 2015 implementaram-se 165 projetos inovativos. A verba destinada ao financiamento da pesquisa, design e tecnologia totalizou 2,8 bilhões de rublos.
A corporação fundou o departamento de gerência na área de cooperação militar e técnica no Instituto Estatal de Relações Internacionais de Moscou (MGIMO). Mais de 80 alunos estudaram no departamento e foram contratados pela estatal. A Rostec mantém relações de colaboração com outras instituições de ensino superior líderes na área, tais como a Universidade Técnica Estatal Bauman de Moscou e a Universidade de Economia da Rússia Plekhanov.

## Patrocínio
A Rostec presta assistência caritativa à educação e aos setores de artes e cultura; além disso, a estatal patrocina acontecimentos importantes para a vida cultural e pública do país.
A Rostec ainda apoia os esportes e competições russas socialmente importantes, instituições educacionais e treinamento de pessoal para as empresas da Corporação.
Em maio de 2015 a Rostec tornou-se um parceiro estratégico do PFC Arsenal Tula. O acordo é um documento abrangente destinado a apoiar e desenvolver os esportes em Tula, com base no PFC Arsenal. A Rostec é um dos fundadores e o principal parceiro do Festival Internacional de Fogos de Artifício; por muitos anos, a estatal apoiou o festival “Torre Spasskaya”.
O Festival Internacional de Música Militar “Torre Spasskaya” é realizado anualmente sob os auspícios da Rostec. As melhores bandas militares russas e estrangeiras interpretando música folk e pop, e as unidades de guardas de honra dos chefes de estado de diversos países demonstram suas habilidades na Praça Vermelha em Moscou. A Rostec realizou o primeiro Festival Internacional de Fogos de Artifício na Rússia. Os melhores pirotécnicos da Europa, Ásia, América Latina e Rússia participaram do evento de fogos de artifício e música em Vorobióvi Góri em Moscou.
Em 2015, a Rostec patrocinou a equipe russa em um evento esportivo internacional para pessoas com deficiência intelectual, os Jogos Olímpicos Mundiais Especiais, em Los Angeles. 248 atletas e treinadores de 25 regiões russas participaram dos Jogos Olímpicos Especiais de 2015. Os atletas participaram em 24 modalidades, incluindo atletismo, natação, judô, powerlifting, handebol, voleibol, futebol, basquete, ginástica e ginástica artística, badminton, entre outras. A equipe russa ganhou 119 medalhas de ouro, 50 de prata e 42 de bronze. De acordo com os resultados dos Jogos Olímpicos Especiais, a equipe russa venceu 26 medalhas de ouro e ficou em primeiro lugar, batendo os EUA, Canadá e cinco equipes chinesas.
Em associação com a Federação Russa de Engenharia, a Rostec realizou a Olimpíada Escolar de Engenharia intitulada "Estrelas: Talento em Defesa e Segurança", uma das maiores olimpíadas acadêmicas destinadas para os alunos do ensino médio na Rússia. A participação na Olimpíada incentiva o interesse dos alunos em pesquisa científica e aumenta o fluxo de jovens talentosos para as universidades regionais.
A estatal é co-organizadora do Fórum Internacional Industrial da Juventude “Engenheiro do Futuro”. O fórum é reconhecido como uma plataforma ímpar para o intercâmbio de experiências entre os jovens cientistas russos e estrangeiros e os profissionais que atuam em empresas industriais. Em cinco anos, mais de 5000 jovens especialistas, cientistas, graduandos e pós-graduandos de mais de 40 países participaram do evento.
Em 2015, com o fundamental apoio da Rostec, realizou-se a III Olimpíada Digital Estudantil Internacional em disciplinas científicas, técnicas e naturais. A competição intelectual foi realizada digitalmente em três rodadas e contou com a participação de milhares de estudantes de toda a Rússia e outros países. O fundo de prêmios da Olimpíada foi de 3 milhões de rublos.
A Rostec ainda colabora com o movimento WorldSkills Melhorando com o objetivo de aperfeiçoar a formação profissional dos seus funcionários. Em 2015 a estatal e a WorldSkills Rússia firmaram um acordo de cooperação com um enfoque no trabalho conjunto de formação de especialistas para a indústria de alta tecnologia. A corporação estatal Rostec é um sócio geral da WorldSkills Rússia de acordo com um acordo de três anos de duração.